# .zm
.zm ist die länderspezifische Top-Level-Domain (ccTLD) von Sambia. Sie wurde am 25. März 1994 registriert und wird von der ZAMNET Communication Systems Ltd. verwaltet. Neben der Haupt- existieren auch Subdomains, wie zum Beispiel .com.zm oder .co.zm.